# Cynthia Denzler
Cynthia Jennifer Denzler (ur. 12 maja 1983 w Santa Ana) – amerykańska i kolumbijska narciarka alpejska, olimpijka z Vancouver, pierwsza w historii reprezentantka Kolumbii w zimowych igrzyskach olimpijskich, uczestniczka mistrzostw świata w narciarstwie alpejskim i zimowej uniwersjady.

## Życie prywatne
Cynthia Denzler urodziła się 12 maja 1983 w Santa Ana w amerykańskim stanie Kalifornia. Jej rodzice są Szwajcarami, dzięki czemu zawodniczka ma obywatelstwo amerykańskie i szwajcarskie. W 2007 roku ojciec Cynthii, Hanspeter, założył działalność w Kolumbii, w efekcie czego cała rodzina przeprowadziła się do tego kraju i wystąpiła o kolumbijskie obywatelstwo.
Zawodniczka mieszka w miejscowości Pereira, w kolumbijskim departamencie Risaralda. Zna języki angielski, francuski, hiszpański i niemiecki.

## Kariera
W styczniu 1999 wystąpiła w zawodach uniwersyteckich w Anzere i uplasowała się w drugiej i trzeciej dziesiątce poszczególnych konkurencji. W kwietniu 2003 zajęła trzecie miejsce w zawodach FIS w slalomie w Val Thorens. W kwietniu 2008 w tej samej miejscowości zwyciężyła w mistrzostwach krajowych w slalomie gigancie. Triumfowała również w rozegranych w styczniu 2009 zawodach FIS w Les Crosets w tej samej konkurencji.
W 2007 roku, po otrzymaniu kolumbijskiego obywatelstwa, uzyskała zgodę Kolumbijskiego Komitetu Olimpijskiego na reprezentowanie kraju w zawodach międzynarodowych, zwłaszcza w kontekście igrzysk olimpijskich w Vancouver. Kwalifikację na igrzyska uzyskała wypełniając kryterium w postaci występu w mistrzostwach świata w sezonie przedolimpijskim (wystartowała w Val d’Isère w slalomie i slalomie gigancie, jednak nie została sklasyfikowana – w obu przypadkach nie ukończyła pierwszego przejazdu) oraz zdobyciu wymaganej liczby punktów w okresie kwalifikacyjnym. Dzięki temu wystąpiła na igrzyskach w slalomie i slalomie gigancie.
Podczas igrzysk olimpijskich w 2010 roku zajęła 51. miejsce w slalomie i nie została sklasyfikowana w slalomie gigancie – podczas pierwszego przejazdu pominęła jedną z bramek na trasie.
Występ Denzler w Vancouver był pierwszym w historii startem Kolumbii w zimowych igrzyskach olimpijskich.
W 2011 roku wystartowała w dwóch konkurencjach zimowej uniwersjady w Erzurum, jednak w obu nie została sklasyfikowana – w slalomie gigancie nie stawiła się na starcie drugiego przejazdu, a w slalomie nie ukończyła pierwszego przejazdu.

## Osiągnięcia

### Igrzyska olimpijskie
| Miejsce | Data              | Miejscowość | Konkurencja   | Przejazd 1 | Przejazd 2 | Łącznie | Strata | Zwyciężczyni        | Źródło       |
| ------- | ----------------- | ----------- | ------------- | ---------- | ---------- | ------- | ------ | ------------------- | ------------ |
| DNF1    | 24–25 lutego 2010 | Vancouver   | slalom gigant | DNF        | NQ         | DNF     | –      | Viktoria Rebensburg | [ 9 ] [ 12 ] |
| 51.     | 26 lutego 2010    | Vancouver   | slalom        | 1:01,14    | 1:01,25    | 2:02,39 | 19,50  | Maria Riesch        | [ 9 ] [ 10 ] |

### Mistrzostwa świata
| Miejsce | Data           | Miejscowość | Konkurencja   | Przejazd 1 | Przejazd 2 | Łącznie | Strata | Zwyciężczyni  | Źródło |
| ------- | -------------- | ----------- | ------------- | ---------- | ---------- | ------- | ------ | ------------- | ------ |
| DNF1    | 12 lutego 2009 | Val d’Isère | slalom gigant | DNF        | NQ         | DNF     | –      | Kathrin Hölzl | [ 15 ] |
| DNF1    | 14 lutego 2009 | Val d’Isère | slalom        | DNF        | NQ         | DNF     | –      | Maria Riesch  | [ 16 ] |

### Uniwersjada
| Miejsce | Data          | Miejscowość | Konkurencja   | Przejazd 1 | Przejazd 2 | Łącznie | Strata | Zwyciężczyni       | Źródło |
| ------- | ------------- | ----------- | ------------- | ---------- | ---------- | ------- | ------ | ------------------ | ------ |
| DNS2    | 3 lutego 2011 | Erzurum     | slalom gigant | b/d        | DNS        | DNF     | –      | Jennifer Vanwagner | [ 17 ] |
| DNF1    | 5 lutego 2011 | Erzurum     | slalom        | DNF        | NQ         | DNF     | –      | Sterling Grant     | [ 18 ] |